# Mermaid Forest
Mermaid Saga (人魚シリーズ, Ningyo shirīzu, litt. « la série des sirènes ») est un manga de Rumiko Takahashi en trois volumes.
Mermaid Forest (人魚の森, Ningyo no mori, litt. « la forêt des sirènes ») est son premier tome traduit en français en 1998 chez Glénat.Il est suivi de Mermaid's Scar (人魚の傷, Ningyo no kizu, litt. « la cicatrice de la sirène ») et Mermaid Gaze (夜叉の瞳, Yasha no hitomi, litt. « l'œil du démon »). En 2021, les éditions Glénat publient une intégrale en deux volumes, chacun de 5 et 4 histoires, sous le titre de Mermaid Saga.
C'est une série de 9 histoires du même personnage en 16 chapitres, parus en magazine entre 1984 et 1994. Une première édition japonaise a d'abord compilé 7 histoires (12 chapitres) en deux volumes, puis la totalité en trois volumes (de 250 pages). Une édition spéciale reprenant tous les chapitres existe aussi sous le titre Mermaid Saga en 4 volumes (de 180 pages), numérotés sans titres individuels.

## Présentation
Mermaid Forest ou Ningyo no mori paraît à partir de 1985. alors que Rumiko Takahashi avait déjà deux séries en cours : Maison Ikkoku et Urusei Yatsura. C'est une série noire, pessimiste, qui pose la question de la jeunesse éternelle ; son ton tranche avec les autres séries de l'autrice, habituellement dans un registre beaucoup plus comique, ce qui ne l'empêcha pas d'avoir du succès. 
Ce manga a été adapté d'abord en deux OAV, en 1991 et 1993, et en une série animée de 13 épisodes en 2003.
Yuta, un pêcheur, mangea de la chair de sirène avec ses amis. Certains moururent dans d'atroces souffrances, d'autres se transformèrent en monstre appelé « Âme perdue » ( ou "Abomination" dans la traduction de 2021). Seul Yuta devint immortel. La seule façon de tuer un immortel est de lui couper la tête. Dans le Japon de la fin du XXe siècle, Yuta (âgé de 500 ans), découvre dans un village perdu une fille appelée Mana, séquestrée par des sirènes qui veulent la dévorer. Pour redevenir jeunes et belles, elles doivent manger de la chair de jeune fille immortelle. Apprenant cela, Yuta s'échappe avec Mana, leur but étant de trouver un moyen pour redevenir mortels. Au fil de leurs aventures, ils rencontreront d'autres immortels, ou des humains transformés sans pour autant être devenus immortels. Certains épisodes relateront également de la vie passée de Yuta, avant sa rencontre avec Mana.

## Personnages
Yuta est le personnage principal masculin et a 500 ans au premier épisode (en 1985). Il mangea de la chair de sirène lorsqu'il avait une vingtaine d'années et devint immortel. Il souffre de la solitude, tous ceux qu'il aime sont condamnés à mourir un jour alors que lui reste. Sa femme vieillissante lui conseille de trouver une sirène vivante afin de lui demander comment redevenir un homme ordinaire. Il trouve finalement en Mana, devenue également immortelle, une compagne de route. Lui et Mana ne peuvent mourir que si on leur tranche la tête ou si leurs corps sont dans un triste état (brûlés, écrasés).
Mana est le personnage féminin principal et a 16 ans au début de l'histoire. Enfant, elle se fit capturer par des sirènes et fut coupée du monde. Elles lui donnèrent à manger de la sirène afin de pouvoir à leur tour la dévorer et ce faisant retrouver leur jeunesse. Yuta la sauvera de ce funeste destin et décidera de la protéger car elle ne connaît rien du monde extérieur. Elle l'accompagnera afin de trouver un remède à l'immortalité et s'attachera à lui au fil du temps.
Rin est une jeune fille que Yuta a connu quand il avait 100 ans. Son père est le chef du clan de pirates de l'île de Toba qu'elle dirige alors que celui-ci est gravement malade. Mais son clan est en guerre contre les pirates de l'île de Sakagami. C'est une excellente combattante et pêcheuse et tout le monde la respecte dans le village. Mais elle espère que Yuta restera avec elle car elle amoureuse de lui mais il refuse de souffrir à nouveau comme avec sa femme (dont on ne connaît pas le nom) bien qu'il éprouve des sentiments pour elle.
Le père de Rin est le chef de l'île de Toba. Comme ses hommes, il est juste et bon. Lorsque l'histoire prend place, il est atteint d'une maladie grave qui le contraint de garder le lit tandis que sa fille prend en charge la destinée du village. Il sera attaqué par Isago et en mourra presque. À la fin du massacre des pirates Sakagami, il proposera à Yuta de rester parmi eux (car il voit bien que sa fille en est tombée amoureuse) mais Yuta dit qu'il ne peut pas, mais qu'il reviendra vivre ici s'il trouve un moyen d'annuler son immortalité. Chose qui malheureusement ne se réalisera pas du vivant des contemporains de Rin.
Le chef du clan des pirates de l'île Sakagami est à peu près tout le contraire de son homologue de l'île de Toba, c'est-à-dire une véritable brute épaisse. Au lieu de prélever un pourcentage sur les navires qu'ils abordent (comme le clan Toba), ils massacrent quasiment systématiquement l'équipage à leur bord et pillent la totalité du contenu du navire. C'est également un homme à la carrure très impressionnante, qui arrivera à supporter la chair de sirène pendant quelques minutes avant de se transformer en une gigantesque âme perdue . Même s'il possède une force colossale et qu'il inspire la terreur chez ses ennemis comme ses propres hommes, le chef de l'île de Sakagami n'est toutefois pas très intelligent et se fait facilement berner par Isago qui l'aura somme toute utilisé.
Isago est un sirène intelligente qui prit une apparence humaine afin de perpétuer son espèce. Elle se maria avec un humain et tomba enceinte. Alors qu'elle voyageait avec lui en bateau, les pirates du clan Sakagami les attaquèrent et tuèrent son mari. Elle fut obligée de devenir l'épouse du chef. Étant donné qu'elle avait besoin de manger de la sirène pour nourrir son enfant qui grandissait en son sein, elle manipula le chef (il voulait devenir immortel) et n'hésita pas à blesser le père de Rin pour arriver à ses fins. Sa discussion avec Rin peut nous laisser penser qu'elle était amoureuse de son premier mari et qu'elle cherche en même temps à le venger.
Towa Kannagi souffrait d'une grave maladie dans sa jeunesse. Sa sœur jumelle Sawa lui fit boire du sang de sirène, censé être un médicament d'immortalité, afin de la soigner. Mais le bras de celle-ci se transforma en bras d'âme perdue et recracha le reste du sang. La douleur fut tellement intense que ses cheveux devinrent blancs. Elle vécut enfermée dans le sous-sol, jeune d'apparence mais intérieurement aussi âgée et fragile que sa soeur. Elle désire se venger de Sawa qui a pu vivre une vie normale, contrairement à elle, qui lui servit en réalité de cobaye pour tester le sang de sirène. Elle cherche la chair de sirène, non pas pour en manger elle-même, mais pour forcer Towa à en ingérer et ainsi voir si elle se transformera en monstre ou restera vieille à tout jamais. Le Dr Shina voulut jadis partir et l'emmener avec lui mais elle refusa et se focalisa sur sa vengeance, devenue sa seule raison de vivre. 
Sawa Kannagi est une vieille femme au moment de l'histoire. Contrairement à sa soeur, elle put vivre au grand jour, se marier et avoir un enfant.  Elle savait pertinemment le risque qu'elle faisait courir à Towa avec le sang de sirène car étant l'aînée des jumelles, elle a bénéficié du savoir traditionnel de la famille. Son mari et son fils meurent à la seconde guerre mondiale. Lorsque son père meurt à son tour et qu'elle se retrouve seule, elle libère sa soeur Towa, mais cette dernière la harcèle pour savoir où est enterrée la fameuse sirène de la famille. Sawa pense que Towa cherche à manger de la chair de sirène pour atteindre l'immortalité, sans soupçonner son véritable dessein. Lorsqu'elle comprend ce que veut sa soeur, le choc la tue.
Le Dr Shina est âgé de 70 ans environ lorsque Yuta et Mana le rencontrent. Il était le docteur de la famille Kannagi et le fiancé de Towa, avant qu'elle ne soit enfermée. Plusieurs fois il tenta de l'emmener avec lui car il l'aimait sincèrement. Mais elle refusa de partir et il resta avec elle. Il remplace régulièrement le bras monstrueux de Towa avec des bras de jeunes femmes fraîchement mortes, au grand dégoût et désespoir de Sawa. Il est le témoin impuissant de la haine dévorante que Towa porte à sa soeur, et après la mort de Sawa, il laissera sa bien-aimée brûler la mort dans l'âme.
Grands Yeux est un homme qui après avoir mangé de la chair de sirène s'est transformé en âme perdue en gardant cependant une part de conscience humaine. Il la perd toutefois lorsqu'il est en colère et redevient un véritable monstre. On découvre que le sol de la grotte où il vit est jonché d'ossements humains. Il tombe amoureux de Mana après l'avoir recueilli. Yuta sera obligé de le tuer et Mana restera avec lui jusqu'à son dernier soupir avant de repartir avec Yuta.
Nae Kogure est une jolie jeune fille bourgeoise que Yuta rencontre avant la Seconde Guerre mondiale. Ils deviennent amants alors qu'elle est fiancée à Eijiro et se donnent souvent rendez vous à la vallée rouge, là où elle dispersa des cendres de sirène et où les fleurs vivent désormais éternellement en toute saison. Mais Yuta part à cause de son immortalité et laisse Nae qui disparaît. En réalité elle a été assassinée ce jour-là par Eijiro, fou de jalousie envers Yuta, mais il ne peut pas la ramener à la vie, ne sachant où trouver les cendres de sirène. Il l'enterre donc dans le champ de fleurs rouges. Des années plus tard, il retrouve les cendres et les saupoudre sur le corps de Nae resté intact duré tout ce temps, mais elle renaît sans âme, à demi-folle. Seule demeure dans son esprit la promesse faite à Yuta de se retrouver à la vallée rouge. Elle a des crises d'agressivité lorsqu'elle entend le cri des mouettes qui retentissait dans le ciel pendant qu'Eijiro la tuait. 
Eijiro, le fiancé de Nae qui lui fit croire que Yuta l'attendait à leur point de rendez-voir habituel. Il la tua par jalousie, puis voulut la ressusciter à l'aide des cendres de sirène, en espérant que comme la nonne de la légende, elle deviendrait sans âme, docile et malléable. Il n'y arriva qu'à l'âge de 90 ans. Il tient Yuta pour responsable de l'état de Nae qu'il garde secrètement dans sa maison soi-disant pour la protéger. Il n'hésitera pas à ordonner l'exécution de Yuta et Mana.
Sokichi fut le serviteur et confident de Nae quand il était enfant. Il l'aimait énormément et, bien qu'âgé de 70 ans, aidera Yuta à la retrouver et découvrir toute la vérité sur cette affaire, au risque de se faire tuer. C'est un homme très sensible qui apprécie Yuta.
Masato est un immortel âgé de 800 ans mais qui n'en paraît que 10. Enfant, il mangea de la sirène et sans savoir ce qui risquait de lui arriver, en fit avaler à sa mère malade. Sa transformation en âme perdue le traumatisa. Le fait d'avoir perdu sa mère si jeune et d'être resté seul plusieurs siècles ont rendu ce personnage froid, intelligent et cruel. Il a fait avaler de la chair de sirène a plusieurs femmes car il recherche une mère immortelle qui pourrait s'occuper de lui pour l'éternité. Il n'hésite pas à faire l'enfant apeuré pour qu'on le croit innocent. Il voudra garder Mana pour lui et tuer Yuta, mais échouera.
Natsume est une jeune fille dont la mort très jeune rendit son père fou de tristesse. Un prêtre la ressuscite avec un foie de sirène et elle devient pratiquement immortelle, mais a faim de foies d'animaux ou même d'humains. Son père utilise les capacités de cicatrisation de sa fille en démonstration sur des marchés pour vendre de la fausse chair de sirène. Natsume est une fille très gentille qui souhaite partir avec Yuta quand elle apprend qu'il est comme elle, immortel. Mais le prêtre, trouvant son existence dangereuse et contre-nature, décide de la renvoyer au monde des morts en lui arrachant son foie de sirène. Son père, comprenant qu'il ne reste à sa fille que quelques heures à vivre, se jette d'une falaise avec Natsume. Yuta récupère son corps pour accomplir les rites funéraires à la place du prêtre qui l'a tuée.
Akiko Kiryū fut un temps l'employeuse de Yuta. Son frère Shingo était un assassin mais elle le protégeait sans cesse. Quand il tua son fiancé, elle décida de mourir avec lui en faisant avaler du sang de sirène. Elle ignorait cependant les effets de ce poison : Shingo devint immortel, quant à elle, elle mourut mais son corps resta intact, telle une poupée géante, assise et impassible. Son fantôme ne cesse de harceler son frère (lui montrant qu'il est un monstre) au travers de son œil volé par celui-ci. Pour mettre fin à sa souffrance muette, Yuta lui tranche finalement la tête avant de se retourner contre son frère.
Shingo Kiryū est un fils de bonne famille dévoyé, un sadique borgne fasciné par la violence, qui tue des jeunes filles pour le plaisir. Lorsque peu avant la guerre russo-japonaise sa soeur chercha à l'empoisonner avec le sang de sirène, contrairement à elle il ressuscita et devint un immortel. Il fut alors enfermé dans le sous-sol de la maison. Libéré par Sugiko, une petite domestique naïve, Il arracha un œil à sa sœur devenue comme une poupée, pour remplacer celui qu'il avait perdu mais cela lui donna des visions : il se voit lui-même en train d'arracher l'œil de sa sœur. Pour ne plus avoir cette vision où il apparaît comme un démon, il finira par craquer et se tranchera lui-même la tête. 
Nanao , un petit garçon de 10 ans, vit avec sa mère, du moins c'est ce qu'il croit. Sa « mère » est en réalité sa grand-mère qui mangea de la sirène avec son fils vingt-cinq ans plus tôt. Il la recracha et partit alors qu'elle devint immortelle avec une cicatrice sur le visage. Elle kidnappa son petit-fils de 2 ans et le rebaptisa comme son fils : Nanao. Elle vole le visage d'une autre femme et tentera de lui faire avaler de la sirène mais Mana et Yuta l'en empêcheront. Elle mettra le feu à sa maison et se laissera mourir dans les flammes. Nanao retournera vivre avec l'homme qu'il a du mal à voir comme son père.

## Histoire

### Les sirènes ne sourient pas
Yuta est à la recherche d'une sirène. Arrivé dans un village de haute montagne, il se fait attaquer par plusieurs femmes et tuer. Mana, qui est attachée aux pieds, se fait servir de la viande de sirène et devient immortelle. Mais Yuta, qui a récupéré, capture Mana et la cache dans une grotte. Il apprend que toutes ces femmes sont des sirènes (que l'âge n'a pas épargnées) qui ont choisi Mana pour sa beauté et son potentiel à devenir immortelle. En la dévorant, elles retrouveront leur jeunesse. Cependant elles ne connaissent aucun moyen de mettre fin à l'immortalité, sauf se couper la tête. Les sirènes, qui ont repris leur véritable forme, font tout ce qu'elles peuvent pour attraper Mana car dès que le soleil se couchera, elles ne pourront plus devenir humaines et redevenir jeunes. Leur chef est en fait une humaine qui est devenue immortelle. Elle confie à Yuta qu'elle a décidé de rester avec ces créatures sans sentiments à jamais car elle ne savait pas où aller. Yuta repart alors avec Mana.

### Le village des poissons combattants
Cette histoire se déroule à l'époque Sengoku au Japon et c'est le premier flash back de la vie de Yuta avant sa rencontre avec Mana. Les pirates du clan de Toba sont plutôt pacifiques : ils ne tuent personne et prennent un pourcentage de la marchandises, contrairement aux pirates de Sakagami qui pillent tout et massacrent tout le monde. Rin, une jeune fille énergique et volontaire, remplace son père malade à la tête du clan de Toba. Quand les pêcheurs du clan découvrent un cadavre, elle le fait enterrer. Il revient alors à la vie et se présente: c'est Yuta. Il décide de rester quelque temps au village. Il rencontre Isago qui est la femme du chef du clan Sakagami qui devine son immortalité et attaque le père de Rin, croyant que Yuta cache une sirène. Le clan Sakagami, guidé par Yuta et Rin à leur insu, réussit à attraper une sirène; Rin est capturée peu après et Yuta laissé pour mort. Isago laisse les pirates faire un banquet de sirène, sans les prévenir qu'ils risquent de se transformer en monstre, ce qui ne manque pas d'arriver. Souriante, elle explique au chef des pirates en train de se métamorphoser qu'elle est une sirène qui a besoin de la chair de ses congénères marines afin d'accoucher. À la fin, on la voit plonger et donner naissance à deux petites sirènes. Après ces évènements, Yuta quitte le village de Rin à regret car il éprouve des sentiments pour elle.

### La forêt des sirènes
C'est cette histoire qui a donné son nom à la série.
Pendant que Yuta dort, Mana poursuit un chat et se fait renverser par un camion. Quand Yuta l'apprend, il se précipite chez le docteur Shina qui lui dit que Mana est partie. En réalité, elle est morte et Shina compte lui amputer le bras pour remplacer celui de Towa, sa fiancée. Mana se réveille à leur grand étonnement. Towa, après avoir emprisonné Yuta, se sert de Mana pour faire du chantage à sa sœur Sawa. Si elle ne lui dit pas où est la sirène, elle décapitera Mana. Sawa accepte. Yuta réussit à s'échapper et tente de convaincre Towa de ne pas en prendre. Quelques années plus tôt, sa sœur lui avait donné du sang de sirène soi-disant pour la soigner, ce qui avait transformer son bras en patte monstrueuse. La chair pourrait achever de la transformer définitivement; mais quand Towa réussit finalement à en prendre possession, elle révèle vouloir la faire avaler à sa sœur pour se venger d'elle, qui savait quel risque elle courait en lui faisant boire du sang de sirène. Mais Sawa meurt d'un arrêt cardiaque avant d'avoir touché à la chair. Towa se met à pleurer : même sa vengeance n'aura pas abouti. Elle demande alors à Mana, Yuta et Shina de tout brûler et se laisse mourir.

### La fin d'un rêve
Yuta et Mana tombent accidentellement d'une falaise. Un monstre récupère Mana et l'emmène dans sa grotte tandis que Yuta est recueilli plus tard par des villageois. Mana est surprise de voir que le « monstre » semble humain et décide d'attendre Yuta qui est parti à sa recherche avec un chasseur borgne, déterminé à se débarrasser du monstre, Grands Yeux. Elle apprend que ce dernier était auparavant un humain, presque devenu âme perdue après avoir consommé la chair d'une sirène. Elle lui propose de venir avec elle mais le chasseur arrive et tire sur Grands Yeux, qui devient fou de douleur et commence à attaquer toutes les personnes présentes. À la fin du combat, tandis que Grands Yeux agonise, il appelle Mana une dernière fois qui le prend dans ses bras et lui dit : « Le cauchemar est terminé ».